# زياد النخالة
زياد النخالة (مواليد 6 أبريل 1953) سياسي فلسطيني، وهو الأمين العام لحركة الجهاد الإسلامي في فلسطين منذ عام 2018، وذلك إثر مرض الأمين العام السابق رمضان شلح. كان زياد سابقًا نائبًا للأمين العام، وكان قد انتخب أمينًا جديدًا للحركة في أواخر شهر سبتمبر 2018.

## النشأة والتحصيل العلمي
في 6 أبريل 1953، وُلد زياد رشدي النخالة في مدينة خان يونس بقطاع غزة. في عام 1956، استشهد والده رشدي النخالة خلال العدوان الثلاثي على مصر. تلقى تعليمه الابتدائي في خان يونس، والإعدادي والثانوي في مدينة غزة. درس الدبلوم في معهد المعلمين في غزة. صار وجهًا مألوفًا لدى الإسلاميين في غزة وهو في سن صغيرة.

## الحياة السياسية
اعتقلت إسرائيل النخالة عدة مرات منذ عام 1971. في عام 1971، حَكمت عليه بالسجن مدى الحياة بسبب أنشطته العسكرية مع جبهة التحرير العربية، لكنها في 21 مايو 1985 أفرجت عنه مع 1,500 سجين أمني ضمن تبادل للأسرى بموجب صفقة تبادل الأسرى المُسماة اتفاقية جبريل.
عند إطلاق سراحه، كلّفه الأمين العام لحركة الجهاد الإسلامي في فلسطين فتحي الشقاقي بتأسيس الجناح العسكري للحركة «سرايا القدس» في قطاع غزة. اعتقلت إسرائيل النخالة مرة أخرى في أبريل 1988 لدوره في الانتفاضة الفلسطينية الأولى، ونفته إلى لبنان في أغسطس 1988 مع قادة آخرين من الحركة.
عام 1995، أصبح النخالة نائبًا للأمين العام لحركة الجهاد الإسلامي في فلسطين.
في 23 يناير 2014، صنفت الولايات المتحدة النخالة على أنه إرهابي؛ مما أدى إلى تجميد ممتلكاته ومصالحه في الولايات المتحدة. كما عرضت مكافأة قدرها 5 ملايين دولار لأي شخص يُدلي بمعلومات تؤدي إلى القبض عليه.
انتخب النخالة أمينًا عامًا للجهاد الإسلامي في فلسطين في 28 سبتمبر 2018، خلفًا لرمضان شلح، الذي عانى من السكتة في أبريل 2018.